# 플로 (걸 그룹)
플로(FLO)는 영국의 걸 그룹으로, 2021년 잉글랜드 런던에서 결성되었다. 2022년 3월, 데뷔 싱글 "Cardboard Box"를 발매했으며, 2022년 7월에는 데뷔 EP The Lead 를 발매했다. BBC 사운드 오브 2023 우승자이다.

## 음반 목록

### EP
- The Lead (2022)
- 3 of Us (2023)